# Rob Swigart
Œuvres principales
- Le Livre des révélations

Rob Swigart, né le 7 janvier 1941 à Chicago dans l'Illinois, est un écrivain américain de science-fiction.

## Œuvres

### SérieChazz Koenig
1. (en) Vector, Bluejay Books, 1986
2. (en) Toxin, St. Martin's Press, 1989
3. (en) Venom, St. Martin's Press, 1991

### Romans indépendants
- Little America, Cambourakis, 2015 ((en) Little America, Houghton Mifflin Harcourt, 1977)
- (en) A.K.A.: A Cosmic Fable, Houghton Mifflin Harcourt, 1978
- (en) The Time Trip, Houghton Mifflin Harcourt, 1979
- Le Livre des révélations, Robert Laffont, coll. Ailleurs et Demain, no 75, 1982 ((en) The Book of Revelations, E. P. Dutton, 1981), trad. Jean-Pierre Carasso  (ISBN 2-221-00903-7)
- (en) Portal, St. Martin's Press, 1988